# Amby Burfoot
Ambrose Joel "Amby" Burfoot (Groton, 19 augustus 1946) is een Amerikaanse voormalige  marathonloper, wiens prestaties een hoogtepunt bereikten in de late jaren zestig en vroege jaren zeventig van de twintigste eeuw. Hij was de winnaar van de Philadelphia Marathon van 1966 en de Boston Marathon van 1968. Na zijn loopbaan als wedstrijdatleet werd hij een hardlopende journalist en auteur van diverse boeken over hardlopen. 
Burfoot was jarenlang verbonden aan de Amerikaanse editie van het maandblad Runner's World als medewerker en als hoofdredacteur.
Amby Burfoot groeide op in Groton, Connecticut, waar hij met hardlopen begon op de Fitch Senior High School. Zijn middelbare schoolcoach en grote inspirator John J. Kelley the "Younger", was de winnaar van de Boston Marathon in 1957 en tweevoudig Amerikaans olympisch marathonloper (Olympische Spelen van 1956 en 1960). In zijn laatste jaar aan de Wesleyan University, waar Burfoot de kamergenoot en teamgenoot was van Bill Rodgers, won Burfoot de Boston Marathon. Een blessure opgelopen bij een steeplechase-race belette een goede voorbereiding op de olympische marathon van dat jaar.
In de Fukuoka Marathon in december 1968 liep Burfoot een persoonlijk record van 2:14.28,8, wat op dat moment één seconde verwijderd was van het Amerikaanse marathonrecord.
- Gemeinsame Normdatei: 129543217
- International Standard Name Identifier: 0000 0000 5629 8812
- Library of Congress Control Number: n96122827
- Nationale Bibliotheek van Tsjechië: pna2013768195
- Virtual International Authority File: 293202211